# Museo y Parque Fernando García
El Parque y Museo Fernando García es un parque y museo dedicado al transporte del Departamento de Montevideo, ubicado en la localidad de Bañados de Carrasco. 

## Características

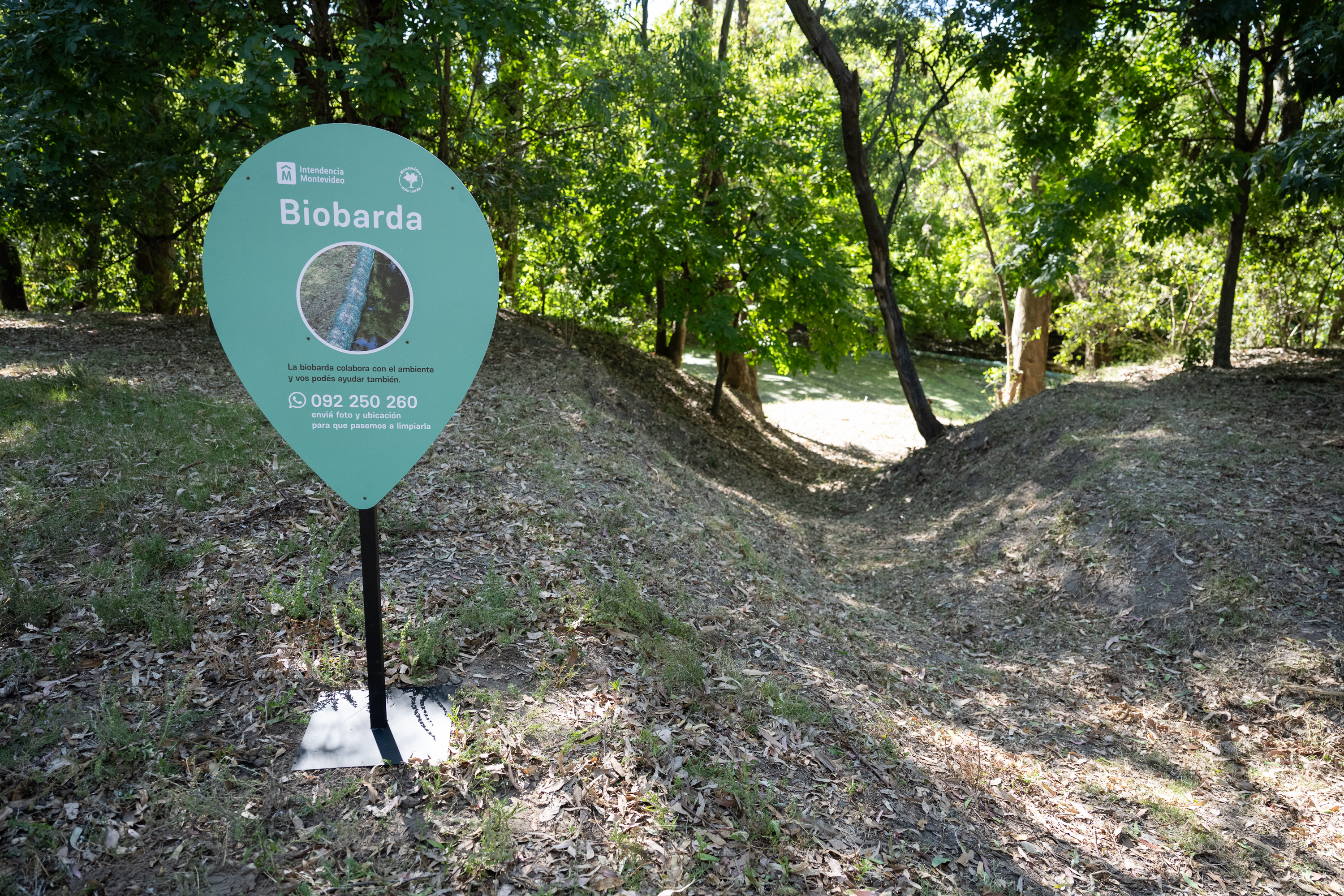
Vista del parque y su vegetación

Es una de las instituciones más antiguas que presenta la localidad de Bañados de Carrasco y uno de los únicos museos dedicados al transporte y los carruajes en Montevideo.  Su extenso parque junto con el chalet y las caballerizas pertenecen al patrimonio cultural arquitectónico y paisajístico de Montevideo. Las cocheras junto a treinta y dos carruajes y un antiguo tranvía constituyen el principal acervo material de la institución.

## Historia
En los años treinta el político y empresario Fernando García le compra al empresario Francisco Piria una amplia propiedad con una extensión de nueve hectáreas, en las cercanías del entonces Bañado de Carrasco, bordeando el arroyo homónimo, posteriormente se incorporarían ocho hectáreas más.  El diseño del parque circundante estaría a cargo del paisajista francés Carlos Racine, quien también había diseñado el Parque Roosevelt y Rosedal del Prado. Al Parque, lo recorrían amplias avenidas bordeadas de palmeras y pinares. Contaba con un importante plantío de árboles frutales, y un lago artificial que albergaba cisnes, focas y pelícanos.
En 1943 Fernando García realiza un testamento en el que expresa que al fallecer, su predio quedará en manos de la Intendencia de Montevideo.  García fallece en 1945, por lo que a partir de entonces, se lleva a cabo lo que expresó en su testamento. Legó todos sus bienes al municipio de Montevideo a condición de que se convirtieran en museo. En 1947 el parque abre sus puertas al público, aunque no se destacaban las colecciones, ya que muchas de ellas habían sido trasladadas hacia otros museos. En sus inicios la gestión del Museo Fernando García dependía del Museo Histórico de Montevideo, por lo que carecía de una perspectiva museográfica y de autonomía.
En la década del noventa, varias comisiones y organizaciones sociales de la zona comenzaron a trabajar en un proyecto de gestión del parque. En el año 2005 el museo comienza a ser gestionado como tal, consolidando su cometido como el Museo del Carruaje y del Transporte, exponiendo la historia del transporte mediante tracción a sangre.

## Acervo

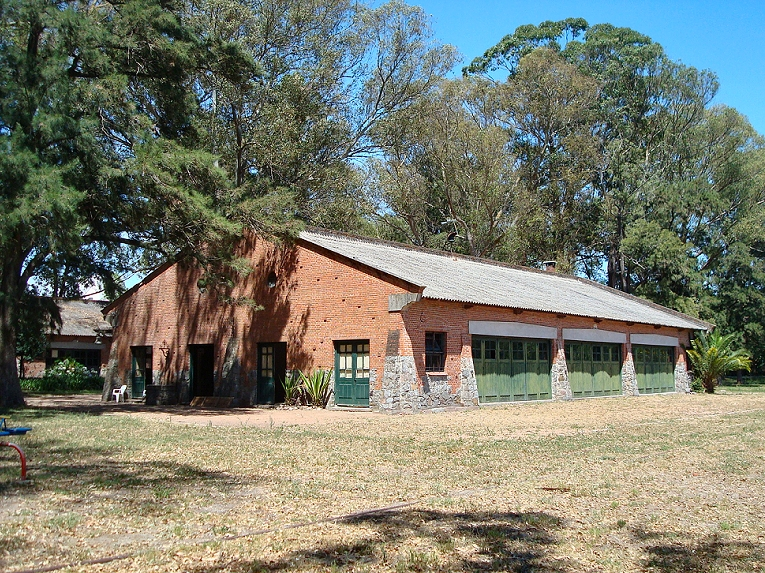
Vista de las caballerizas

La institución cuenta con una exposición permanente de carruajes y una exposición fotográfica. En la actualidad, las exposiciones fotográficas presentan una temática de los oficios, proyectos de recuperación de oficios y réplicas de carruajes. 
En la exposición de carruajes se conservan diversas variedades de carruajes, entre ellos un Landau que perteneció a Juan Lindolfo Cuestas, dos volantas que pertenecieron al general Máximo Santos, una Berlina de Juan D. Jackson y un Break de Chasse de Fernando García que fue utilizado en el desfile de los campeones olímpicos de 1928. Pueden apreciarse Cabriolets, Cupés, Buggys, Cabs, Landaulet, Milords y una gran colección de Volantas.
En los exteriores del museo, se encuentra un tranvía de tracción a sangre, el cual perteneció a la Compañía del Tranvía de la Unión y Maroñas. Único ejemplar en el país. 

### Integración edilicia
- El Chalet, con frente a Camino Carrasco, fue construido en la década de 1930 como finca de descanso para los fines de semana de la familia García. En la actualidad, es la sede de la administración de la institución y hospeda a la muestra fotográfica. En esta se puede recorrer el mundo de los oficios vinculados a la fabricación de carruajes y al manejo de distintos tipos de enganche de caballos para el trabajo en la ciudad y en el campo.

- La Cochera, en donde se encuentran diferentes tipos de carruajes de época usados por la alta sociedad de los últimos dos siglos.

- Las Caballerizas lucen una combinación de piedra, ladrillo de prensa y madera. Cuenta con 12 boxes con laterales de madera dura y porteras de madera de incienso con cerrojos en hierro forjado, con un entrepiso de madera de pinotea americana que antiguamente se usaba para almacenar la alfalfa. Se reunían en las caballerizas numerosos caballos de raza, de tiro liviano y silla. Actualmente en plena recuperación de este espacio, se albergan caballos de tiro, que también son utilizados para las actividades de equinoterapia.